# Liste der Monuments historiques in Le Saulcy
Die Liste der Monuments historiques in Le Saulcy führt die Monuments historiques in der französischen Gemeinde Le Saulcy auf.

## Liste der Objekte
| Bezeichnung                                               | Beschreibung                                                             | Standort                             | Kennzeichnung | Schutzstatus | Datum | Bild |
| --------------------------------------------------------- | ------------------------------------------------------------------------ | ------------------------------------ | ------------- | ------------ | ----- | ---- |
| Zwei Gemälde Porträts von Wilhelm Florentin von Salm-Salm | Ölfarbe auf Leinwand, 18. Jahrhundert                                    | in der Kirche St-Jean-du-Mont (Lage) | PM88000896    | Classé       | 1969  |      |
| Gemälde Porträt von Didier de La Cour                     | Ölfarbe auf Leinwand, 17. Jahrhundert; im Museum von Senones ausgestellt | in der Kirche St-Jean-du-Mont (Lage) | PM88000895    | Classé       | 1969  |      |
| Gemälde Porträt eines Chorherrn aus dem Haus Salm-Salm    | Ölfarbe auf Leinwand, 18. Jahrhundert                                    | in der Kirche St-Jean-du-Mont (Lage) | PM88000898    | Classé       | 1969  |      |
| Kelch                                                     | Silber, vergoldet, um 1700                                               | in der Kirche St-Jean-du-Mont (Lage) | PM88000899    | Classé       | 1969  |      |
| Gemälde Porträt von Philippe François                     | Ölfarbe auf Leinwand, 17. Jahrhundert                                    | in der Kirche St-Jean-du-Mont (Lage) | PM88000894    | Classé       | 1969  |      |
| Gemälde Porträt von Nikolaus Leopold zu Salm-Salm         | Ölfarbe auf Leinwand, 18. Jahrhundert                                    | in der Kirche St-Jean-du-Mont (Lage) | PM88000897    | Classé       | 1969  |      |